# Зоопарк Проспект-парка
Зоопарк Проспект-парка (англ. Prospect Park Zoo) — один из зоопарков Нью-Йорка, расположен в Проспект-парке Бруклина.

## История

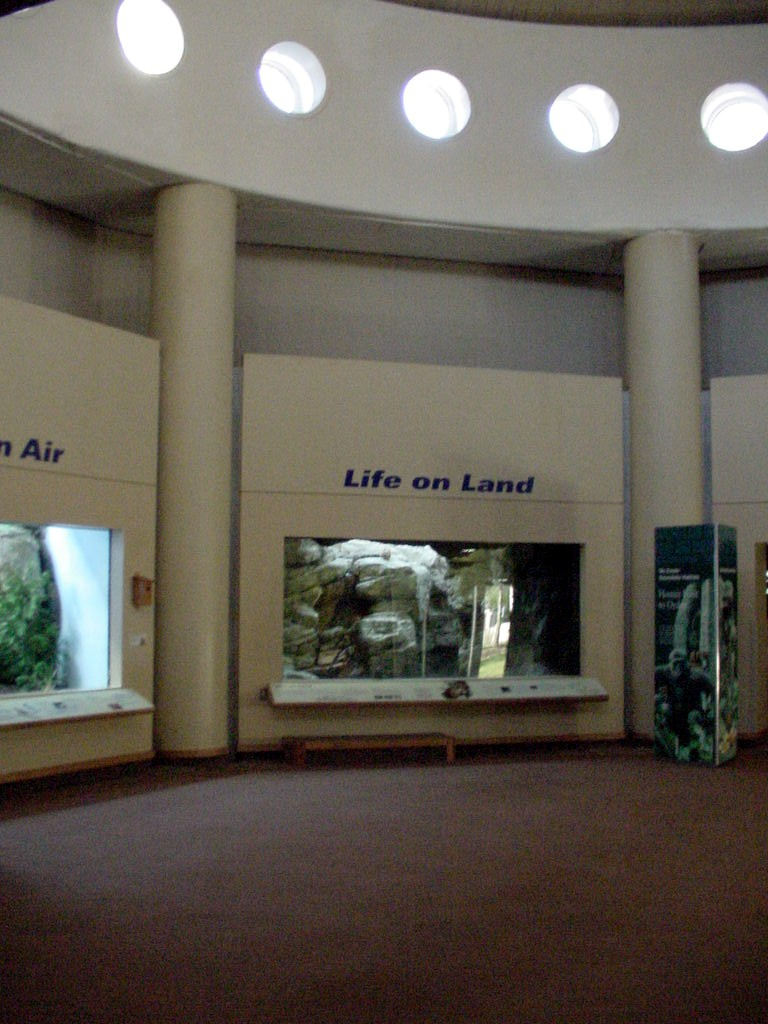
Фойе одного из павильонов зоопарка

Зоопарк Проспект-парка является частью Общества охраны дикой природы, состоящей из четырёх зоопарков и аквариума, разбросанного по всему Нью-Йорку. Зоопарк расположен напротив Бруклинского ботанического сада, на участке площадью 12 акров.